# Galgan
Galgan (Galganh en occitan) est une commune française située dans le département de l'Aveyron, en région Occitanie.
Entourée par les communes de Peyrusse-le-Roc, Les Albres et Valzergues, Galgan est située à 5 km au nord-ouest de Montbazens, la plus grande ville à proximité.

## Géographie

### Communes limitrophes
Les communes limitrophes sont Les Albres, Aubin, Drulhe, Montbazens, Peyrusse-le-Roc, Valzergues et Vaureilles.

### Hydrographie
Le Ruisseau d'Audiernes, le Ruisseau de l'Estanquie et le Ruisseau des Flottes sont les principaux cours d'eau qui traversent Galgan.

### Climat
Pour des articles plus généraux, voir Climat de l'Occitanie et Climat de l'Aveyron.
En 2010, le climat de la commune est de type climat océanique altéré, selon une étude s'appuyant sur une série de données couvrant la période 1971-2000. En 2020, Météo-France publie une typologie des climats de la France métropolitaine dans laquelle la commune est dans une zone de transition entre le climat océanique altéré et le climat de montagne et est dans la région climatique Ouest et nord-ouest du Massif Central, caractérisée par une pluviométrie annuelle de 900 à 1 500 mm, maximale en automne et en hiver.
Pour la période 1971-2000, la température annuelle moyenne est de 11,3 °C, avec une amplitude thermique annuelle de 15,5 °C. Le cumul annuel moyen de précipitations est de 1 085 mm, avec 11,3 jours de précipitations en janvier et 6,8 jours en juillet. Pour la période 1991-2020, la température moyenne annuelle observée sur la station météorologique la plus proche, située sur la commune du Bas Ségala à 18 km à vol d'oiseau, est de 12,4 °C et le cumul annuel moyen de précipitations est de 1 062,4 mm,. Pour l'avenir, les paramètres climatiques de la commune estimés pour 2050 selon différents scénarios d'émission de gaz à effet de serre sont consultables sur un site dédié publié par Météo-France en novembre 2022.

## Urbanisme

### Typologie
Au 1er janvier 2024, Galgan est catégorisée commune rurale à habitat très dispersé, selon la nouvelle grille communale de densité à 7 niveaux définie par l'Insee en 2022.
Elle est située hors unité urbaine et hors attraction des villes,.

## Histoire
Le prieuré de Saint-Pierre fut uni en 1261 à la cathédrale Notre-Dame de Rodez. Il dépendait de l'Abbaye de Conques. La paroisse comprenait autrefois le château de Valzergues. L'église fut restaurée en 1618, refaite à l'époque contemporaine. La seigneurie était tenue au XIIIe siècle du comte de Toulouse : Odoin d'Albinh (Aubin), Guillaume de Morlhon, Olric de Cadresc, P. Castelnou en 1247, Guiral Hector (1267-1285), etc.

## Politique et administration
| Période                                  | Période  | Identité            | Étiquette | Qualité      |
| ---------------------------------------- | -------- | ------------------- | --------- | ------------ |
| ...                                      | 1989     | Jean-Claude Malrieu | DVD       |              |
| 1989                                     | en cours | Jean Alaux,         |           | Ancien cadre |
| Les données manquantes sont à compléter. |          |                     |           |              |

## Démographie
L'évolution du nombre d'habitants est connue à travers les recensements de la population effectués dans la commune depuis 1793. Pour les communes de moins de 10 000 habitants, une enquête de recensement portant sur toute la population est réalisée tous les cinq ans, les populations de référence des années intermédiaires étant quant à elles estimées par interpolation ou extrapolation. Pour la commune, le premier recensement exhaustif entrant dans le cadre du nouveau dispositif a été réalisé en 2007.

En 2022, la commune comptait 367 habitants, en évolution de +0,27 % par rapport à 2016 (Aveyron : +0,37 %, France hors Mayotte : +2,11 %).
| 1793  | 1800 | 1806 | 1821  | 1831  | 1836  | 1841  | 1846  | 1851  |
| ----- | ---- | ---- | ----- | ----- | ----- | ----- | ----- | ----- |
| 1 152 | 837  | 574  | 1 875 | 2 222 | 2 209 | 1 338 | 1 125 | 1 334 |

| 1856  | 1861  | 1866  | 1872 | 1876 | 1881 | 1886 | 1891 | 1896 |
| ----- | ----- | ----- | ---- | ---- | ---- | ---- | ---- | ---- |
| 1 333 | 1 344 | 1 371 | 904  | 896  | 850  | 874  | 828  | 824  |

| 1901 | 1906 | 1911 | 1921 | 1926 | 1931 | 1936 | 1946 | 1954 |
| ---- | ---- | ---- | ---- | ---- | ---- | ---- | ---- | ---- |
| 827  | 820  | 786  | 728  | 678  | 639  | 629  | 567  | 527  |

| 1962 | 1968 | 1975 | 1982 | 1990 | 1999 | 2006 | 2007 | 2012 |
| ---- | ---- | ---- | ---- | ---- | ---- | ---- | ---- | ---- |
| 506  | 505  | 454  | 417  | 357  | 324  | 347  | 350  | 353  |

| 2017 | 2022 | - | - | - | - | - | - | - |
| ---- | ---- | - | - | - | - | - | - | - |
| 373  | 367  | - | - | - | - | - | - | - |

## Économie

### Revenus
En 2018  (données Insee publiées en septembre 2021), la commune compte 163 ménages fiscaux, regroupant 377 personnes. La médiane du revenu disponible par unité de consommation est de 19 810 € (20 640 € dans le département).

### Emploi
| Division       | 2008  | 2013  | 2018  |
| -------------- | ----- | ----- | ----- |
| Commune        | 3,1 % | 7,4 % | 9 %   |
| Département    | 5,4 % | 7,1 % | 7,1 % |
| France entière | 8,3 % | 10 %  | 10 %  |

En 2018, la population âgée de 15 à 64 ans s'élève à 222 personnes, parmi lesquelles on compte 81,1 % d'actifs (72,1 % ayant un emploi et 9 % de chômeurs) et 18,9 % d'inactifs,. En  2018, le taux de chômage communal (au sens du recensement) des 15-64 ans est supérieur à celui du département, mais inférieur à celui de la France, alors qu'il était inférieur à celui du département et de la France en 2008.
La commune est hors attraction des villes,. Elle compte 81 emplois en 2018, contre 79 en 2013 et 88 en 2008. Le nombre d'actifs ayant un emploi résidant dans la commune est de 163, soit un indicateur de concentration d'emploi de 49,7 % et un taux d'activité parmi les 15 ans ou plus de 57,9 %.
Sur ces 163 actifs de 15 ans ou plus ayant un emploi, 58 travaillent dans la commune, soit 36 % des habitants. Pour se rendre au travail, 78,5 % des habitants utilisent un véhicule personnel ou de fonction à quatre roues, 0,6 % les transports en commun, 8,5 % s'y rendent en deux-roues, à vélo ou à pied et 12,3 % n'ont pas besoin de transport (travail au domicile).

### Activités hors agriculture
27 établissements sont implantés  à Galgan au 31 décembre 2019. Le tableau ci-dessous en détaille le nombre par secteur d'activité et compare les ratios avec ceux du département,.
Le secteur de l'industrie manufacturière, des industries extractives et autres est prépondérant sur la commune puisqu'il représente 44,4 % du nombre total d'établissements de la commune (12 sur les 27 entreprises implantées  à Galgan), contre 17,7 % au niveau départemental.

### Agriculture
La commune est dans le Segala, une petite région agricole occupant l'ouest du département de l'Aveyron. En 2020, l'orientation technico-économique de l'agriculture  sur la commune est la polyculture et/ou le polyélevage.
|               | 1988  | 2000  | 2010  | 2020  |
| ------------- | ----- | ----- | ----- | ----- |
| Exploitations | 67    | 48    | 36    | 31    |
| SAU (ha)      | 1 375 | 1 507 | 1 747 | 1 560 |

Le nombre d'exploitations agricoles en activité et ayant leur siège dans la commune est passé de 67 lors du recensement agricole de 1988  à 48 en 2000 puis à 36 en 2010 et enfin à 31 en 2020, soit une baisse de 54 % en 32 ans. Le même mouvement est observé à l'échelle du département qui a perdu pendant cette période 51 % de ses exploitations,. La surface agricole utilisée sur la commune a quant à elle augmenté, passant de 1 375 ha en 1988 à 1 560 ha en 2020. Parallèlement la surface agricole utilisée moyenne par exploitation a augmenté, passant de 21 à 50 ha.

## Culture locale et patrimoine
Le village compte encore quelques monuments témoins de son histoire et d’une époque où il vivait autour d’une activité économique développée.
En effet, au début du XXe siècle et jusque dans les années 1980, avant l’exode rural, le village comportait plusieurs restaurants, café, épiceries, ainsi que de nombreux artisans (forgerons, menuisiers, charrons, couturières et même un coiffeur).

### Patrimoine religieux
Nombreux sont les monuments liés à son histoire religieuse et à la présence d’une communauté de religieuses de la Sainte Famille Émilie de Rodat jusqu’à la fin des années 1980 :
- ancien couvent à l’entrée du village. Il a longtemps accueilli l’école catholique du village avant de devenir bien plus tard un foyer logement accueillant des personnes âgées du village ;

- presbytère à côté de l’Eglise où vivait le curé du village ainsi que sa servante. Le dernier curé de la paroisse a quitté le village au début des années 1990 (Curé Arnal) ;

- l'église Saint-Pierre de Galgan, de style gothique, qui présente des pierres apparentes et une toiture d’ardoises. Le prieuré de Saint Pierre fut uni en 1261 à la cathédrale de Rodez. Il dépendait semble-t-il auparavant de l’abbaye de Conques. La paroisse comprenait autrefois le château de Valzergues. L’église fut restaurée en 1618 et refaite à l’époque contemporaine.
- Le village compte encore aujourd'hui de nombreux calvaires qui témoignent également de l'importance de la religion dans la vie du village au début du XXe siècle.

### Patrimoine civil
- Le moulin de Montet, bien privé aussi connu sous le nom « moulin sans ailes » permet d'avoir une vue panoramique sur le site moyenâgeux de Peyrusse-le-Roc. Construit en 1843 par la famille Bex sur le point culminant de la colline (492 m), le moulin à vent du Montet n’a jamais fonctionné. Une des pierres de la tour, extraite d'un champ des alentours, porte l'empreinte d'un pas de Saint Denis et était appelée pour cela la Peyre Signada. Elle n'aurait pas dû être utilisée pour la construction et porta malheur au moulin dont les ailes, dit-on, n'ont jamais tourné. Plus tard, les meules de ce moulin à vent furent transportées au moulin à eau en contrebas sur le ruisseau l'Audiernes, au lieu-dit qui porte le nom de Moulin de Bex.

- Une petite maison carré au coeur du bourg et connue comme étant la plus ancienne du village.
- De nombreuses maisons de maîtres typiques de l'habitat Rouergat avec leur pigoennier souvent attenant à la maison principale.

## Lieux d’accueil du public
Le village compte encore aujourd'hui[Quand ?] des lieux de vie tels que :
- une salle des fêtes, rénovée dans les années 90 et qui accueille chaque année de nombreux évènements tels que mariages, baptèmes, anniversaires et repas des associations locales ;
- une poste dans le même bâtiment que la mairie ;
- une bibliothèque dans l’ancien presbytère. Elle dispose de 2300 ouvrages régulièrement renouvelés grâce à l’apport de la médiathèque de Montbazins avec laquelle elle est en réseau ;
- l'école: une quarantaine d'enfants à la rentrée de 2015. Une classe de cycles 1 et 2 et une classe de cycle 3. L'école de Galgan fait partie des écoles numériques rurales et est dotée de plusieurs ordinateurs portables et d'un tableau interactif ;
- la salle associative. Elle peut être louée pour des occasions du type anniversaire ou fêtes de familles. Elle se situe dans l’ancien couvent.

## Manifestations
La fête votive est l'évèvenement phare du village.
- Sa réputation dépasse depuis longtemps les limites de la commune et attire tous les premiers weekends de juillet de nombreuses personnes qui viennent des communes alentours.
- Elle conclue les aubades, véritable tradition locale qui réunit chaque années les jeunes du village qui fêtent leurs 18 ans et accèdent à la majorité. C'est un héritage de l'époque où existait encore le service militaire. Les appelés se retrouvaient alors pour fêter leur départ pour le service militaire.
- La tradition voulait alors que les conscrits passent dans les maisons et offrent aux élus un massepain, patisserie traditionelle du canton de Montbazens (sorte de biscuit à base d'oeuf, proche du biscuit de savoie).
- Organisée par le comité des fêtes, on retrouve au programme le plus souvent : concours de pétanque, bandas, bal disco, repas, etc.

## Associations
- Le comité des fêtes
- L'Association Sportive Galganaise (ASG), club de foot de la commune. Créée en 1978, journal officiel du 3 mars 1978, affiliation à la fédération française de football le 5 août 1978. Le club compte aujourd'hui 29 licenciés. Il évolue en 3e division, poule C. Il est également engagé en coupe d’Aveyron ainsi qu’en coupe de l'Essor.

## Héraldique
| Blason de Galgan | Blason  | Tiercé en pairle renversé: au 1 de gueules à un léopard lionné d'or, au 2 d'azur à un moulin (du lieu [Moulin du Montet]) d'argent, ouvert, ajouré et essoré de sable, au 3 de sinople à un coq d'argent. |
| Blason de Galgan | Détails | Créé par JF Binon. Sur site Internet de la commune, 2025. |